# Gołogłowy
Gołogłowy (niem. Hollenau) – wieś sołecka w Polsce, położona w województwie dolnośląskim, w powiecie kłodzkim, w gminie Kłodzko. W latach 1975–1998 miejscowość administracyjnie należała do województwa wałbrzyskiego.

## Geografia

### Położenie geograficzne
Gołogłowy są położone na granicy Gór Bardzkich i Kotliny Kłodzkiej, w Sudetach, w południowo-zachodniej Polsce. Od Kłodzka siedziby powiatu i gminy są oddalone o ok. 2 km, z którym graniczą na południu (Leszczyny, Ustronie). Z kolei na zachodzie graniczą z Korytowem, Ruszowicami i Bierkowicami, na północy z Łączną, a na wschodzie ze Ścinawicą.
Według danych z 2008 r. wieś zajmowała obszar 3,53 km², co stanowiło 1,4% powierzchni gminy Kłodzko.

### Warunki naturalne
Gołogłowy są niewielką wsią ciągnącą się wzdłuż lewego brzegu Ścinawki na wysokości ok. 290–320 m n.p.m., u stóp Garbu Golińca. Jej najbliższe otoczenie stanowią użytki rolne położone na stosunkowo dobrych glebach. Jedynie wyższe partie wzniesień w Garbie Golińca porastają niewielkie lasy.

### Budowa geologiczna
Okolice Gołogłów charakteryzują się bardzo złożoną budową geologiczną, dlatego że na północ i wschód od osady przebiega strefa kontaktowa pomiędzy utworami struktury bardzkiej i metamorfiku kłodzkiego, w której wytworzyły się keratofiry. Występują tu m.in.: diabazy – niewielkie wkładki zlepieńców i szarogłazów oraz gabra oliwinowego, a także wapieni i łupków krystalicznych. W sąsiedztwie wsi znajdują się amfibolity hornblendowe, w których pojawia się wiele minerałów, m.in. turmaliny i tytanit oraz drobne granaty. Od strony północnej w amfibolitach występuje epidot, a w utworach czerwonego spągowca dolomit, z kolei w gnejsach keratofiry biotytowo-serycytowe. Wiele z tych minerałów i skał było eksploatowanych, w licznych kamieniołomach, m.in. marmuru.

## Demografia
Rozwój ludnościowy Gołogłowów na przestrzeni stuleci kształtował się następująco.

## Historia
| Rodzaj               | Powierzchnia (ha) | %     |
| -------------------- | ----------------- | ----- |
| użytki rolne         | 239               | 67,8% |
| tereny zamieszkane   | 39                | 11%   |
| lasy                 | 75                | 21,2% |
| Powierzchnia wsi (Σ) | 353               | 100%  |

| 1347 | Holelou Holelu Holelul |
| 1348 | Holilaw                |
| 1355 | Holelaw Holohlaw       |
| 1406 | Hollolaw               |
| 1410 | Hollenaw               |
| 1422 | Holelaw                |
| 1424 | Hollolow               |
| 1431 | Hollohlow              |
| 1491 | Holenaw                |
| 1587 | Hollenau               |
| 1747 | Holenau                |
| 1782 | Hollenau               |
| 1945 | Gołogłowy              |

### Początki wsi
Stare osadnictwo rozwijało się w pobliżu Kłodzka, wykorzystując najlepsze i najżyźniejsze gleby w okolicy. Do tych osad zaliczają się także Gołogłowy, które według badań historyków mogły najpóźniej powstać na początku XIII w., chociaż zdanie większości naukowców istnieje duże prawdopodobieństwo, że powstały o wiele wcześniej. Wskazuje na to ich słowiańska nazwa, która jest interpretowana jako odnośnik do brodu na rzece.
Wieś zawsze miała charakter podmiejski, przynależąc do parafii św. Wojciecha w Kłodzku, która obejmowała okoliczne wioski. Osadę przez duży okres zamieszkiwała ludność czeska, o czym świadczą m.in. nazwiska miejscowych chłopów i ławników, stąd się wywodzących, a powtarzające się w kronikach i kłodzkich księgach miejskich. Wieś początkowo była własnością von Pannwitzów. Między innymi w 1350 r. były przedmiotem transakcji zastawnej między Ticzko von Pannwitzem i Kunestem von Voluitzdorfem. W 1397 r. wśród mieszkańców wymieniane był m.in.: Maczek czy Holohlaw. Na przełomie XIV i XV stulecia właścicielem Gołogłowów był Hans Czetterwange, którego dobra obejmowały w 1410 r. 5 łanów i 3,5 pręta gruntów, a do tego jeszcze 12 prętów.

### Późne średniowiecze
W latach 1395–1415 spośród mieszkańców Gołogłów wywodziło się aż 8 kleryków wyświęconych w Pradze na księży. W 1420 r. źródła odnotowują kolejna transakcję dotyczącą wsi, tym razem między Hedwige Tschetterwang a Johannesem Tarnawem. Cztery lata później jakieś dobra we wsi posiadał niejaki Blasscheck von Hollolow. W 1431 r. w dokumencie wystąpił sędzia z Gołogłów – Hanuschko, co dowodzi, iż musiało tutaj już wtedy istnieć wolne sędziostwo. Przez cały XV w. w dokumentach pojawiają się wolni sędziowie z Gołogłów, m.in. w 1433 r. sędzia Hans sprzedał swoją łąkę Paulowi Loczowi. W 1437 r. sędziostwo należało do niejakiej Sophie, a w 1499 r. do Barbary Scholz. W 1483 r. jako dzierżawcy wsi w dokumentach byli zapisani: Bertil Recke i Walther Kynast. Na granicy ze Ścinawką Średnią stał wówczas młyn wodny, a wieś wchodziła w skład dóbr rodu von Haugwitz.

### W Monarchii Habsburskiej
Gołogłowy w omawianym okresie rozwijały się dosyć wolno, pozostając w cieniu sąsiednich miejscowości. W 1631 r. były bardzo niewielką wsią, ponieważ odnotowano tutaj wyłącznie 11 gospodarzy płacących podatki na rzecz szpitala w Kłodzku, a w 1653 r. mieszkało tu ogólnie 15 gospodarzy.

### W państwie pruskim (niemieckim)
W 1747 r. właścicielem Gołogłów był hr. von Hartig, a wieś zamieszkiwało 11 kmieci oraz 20 zagrodników i chałupników. W 1765 r. ich właścicielem był radca handlowy Gendel, który posiadał wiele okolicznych osad. Pomimo niezbyt dużej liczebności wsi, przedstawiała ona sporą wartość, którą szacowano na ok. 11 tys. talarów. W 1782 r. Gołogłowy ponownie znalazły się w rękach hr. von Hartiga. Nadal wieś zamieszkiwało 11 kmieci, ale liczba zagrodników i chałupników wzrosła do 29, a wśród nich było 2 rzemieślników. Pod koniec XVIII w. we wsi wzniesiono kaplicę mszalną oraz dość duży wapiennik.
Na początku XIX w. prowadzono w okolicy Gołogłów poszukiwania rud miedzi i ołowiu, ale nie przyniosły one sukcesu. W 1825 i 1840 r. ich właścicielem był radca Franz Weese. Wieś liczyła 39 budynków, w tym kaplicę, a wśród mieszkańców było 4 rzemieślników. Gołogłowy leżały przy ruchliwym trakcie, a w 1879 r. przez ich terytorium przeprowadzono odcinek Śląskiej Kolei Górskiej – obecną linię kolejową z Kłodzka do Wałbrzycha. Mimo to nie spowodowało to ożywienia wsi, w której nie zlokalizowano przystanku kolejowego.

### W państwie polskim

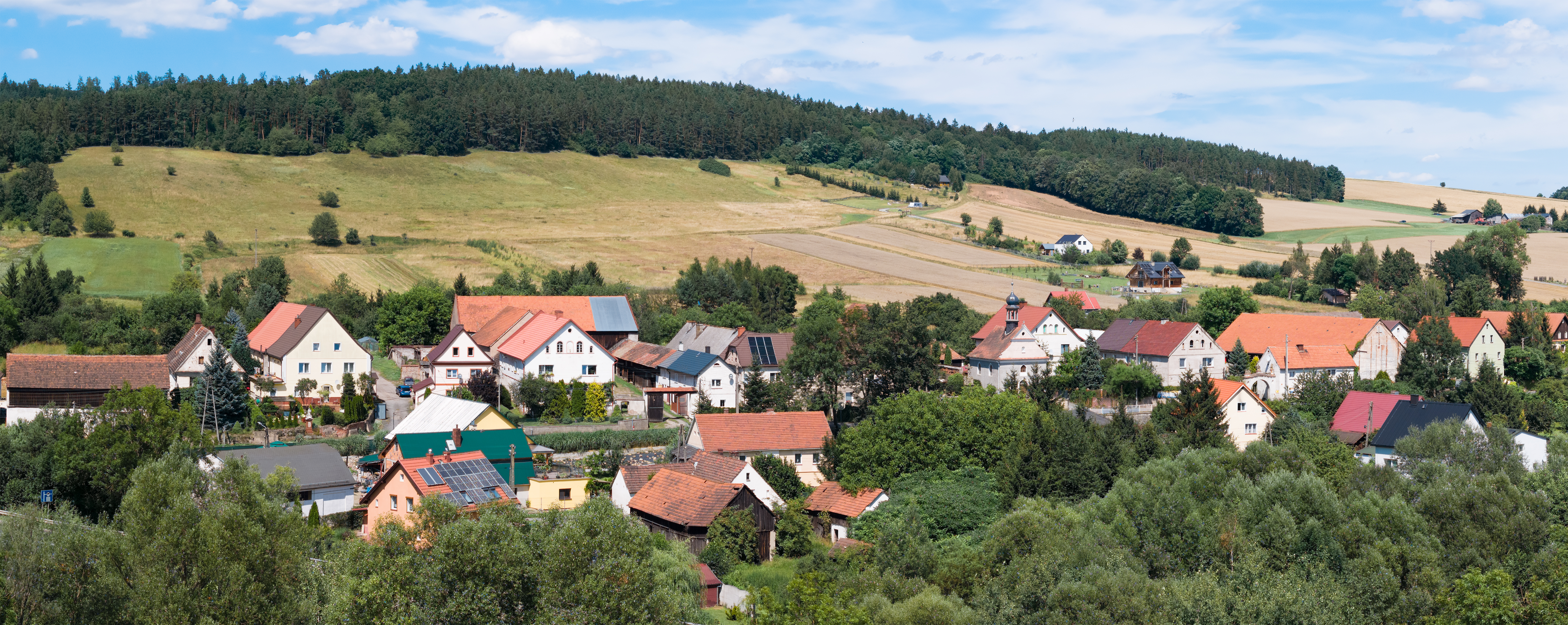
Panorama wsi

Po przegranej Niemiec w II wojnie światowej Gołogłowy wraz z całym obszarem historycznego hrabstwa kłodzkiego zostały przyłączone do Polski. Nadal pozostały podmiejską osadą o charakterze rolniczym. Nie wykonano tu żadnej większej inwestycji, nie pojawił się przemysł, ale bliskie położenie Kłodzka sprawiło stabilną sytuację ludnościową. Teren pomiędzy Kłodzkiem a Gołogłowami został zajęty przez kolej i różne magazyny.

## Zabytki

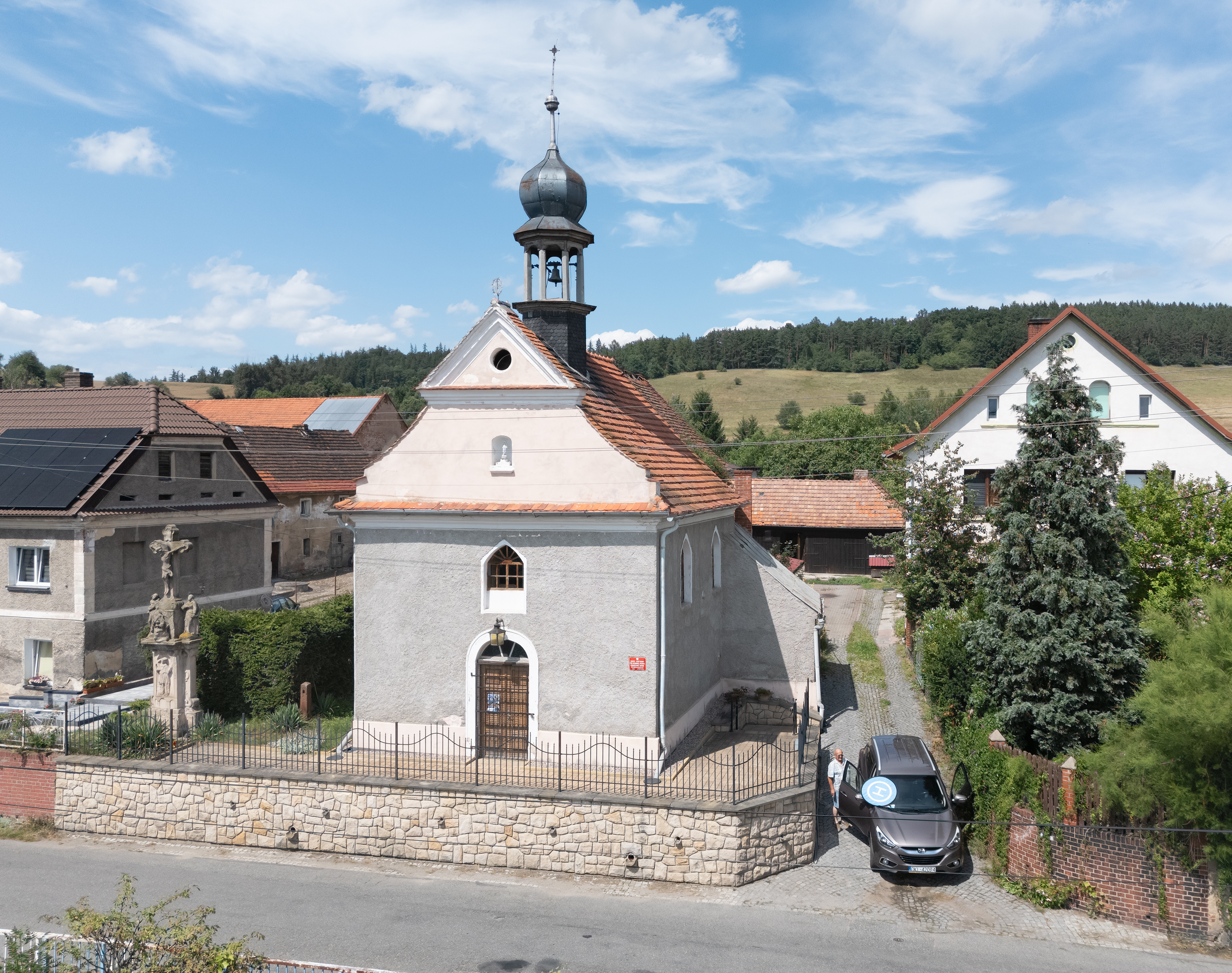
Kościół św. Antoniego w Gołogłowach

Gołogłowy zachowały w większości swój układ przestrzenny z okresu średniowiecza i sporą część starej zabudowy, chociaż już przemieszaną z nowymi budynkami.
Według rejestru zabytków Narodowego Instytutu Dziedzictwa na listę zabytków wpisany jest obiekt:
- kościół pw. św. Antoniego, filialny, wzniesiony pod koniec XVIII w. jako kaplica mszalna. Znajduje się na wysokiej podmurówce. Jest budowlą jednonawową, nakrytym dwuspadowym dachem, z prostym szczytem. Wewnątrz jest skromne, późnobarokowe wyposażenie, m.in. drewniano-polichromowany ołtarz główny z ok. 1750 r., z olejnym obrazem przedstawiającym patrona świątyni[16].

inne zabytki:
- stare domy mieszkalne – pochodzą z XIX w., z ozdobnymi bramami, murowane, przebudowane na początku XX w.; część z ich ma miejski charakter
- kamienna figuralna Grupa Ukrzyżowania, barokowa, z 1803 r.

## Edukacja i kultura
We wsi w okresie międzywojennym działa szkoła podstawowa, która istniała do lat 70. XX w. Została zamknięta wraz z reorganizacją oświaty na terenie gminy wiejskiej Kłodzko. Obecnie dzieci w wieku 7–13 lat uczęszczają do szkoły podstawowej w pobliskich Bierkowicach. Młodzież w wieku 13–16 lat kontynuuje naukę w Gimnazjum Publicznym im. Władysława Reymonta w Kłodzku.
Gołogłowy nie posiadają osobnej parafii katolickiej i od czasów średniowiecza były podporządkowany parafii w Kłodzku. Tutejsi mieszkańcy należą do Wniebowzięcia Najświętszej Maryi Panny, która posiada na terenie osady kościół filialny pw. św. Antoniego.

## Administracja
Gołogłowy po zakończeniu II wojny światowej znalazły się w granicach Polski. Wieś wchodziła w skład województwa wrocławskiego. W latach 1954–1973, po likwidacji gmin tworzyła ona wspólną gromadę z Bierkowicami, wchodzącą nadal w skład powiatu kłodzkiego. Po zmianach w podziale terytorialnym kraju z 1975 r. Gołogłowy weszły w skład nowo utworzonego województwa wałbrzyskiego i gminy Kłodzko.
Ostatnia zmiana miała miejsce w 1990 r., kiedy to na terenie gminy utworzono sołectwa jako jednostki pomocniczego podziału administracyjnego, którego jedna z siedzib znalazła się w Gołogłowach. Organem władzy ustawodawczej jest tutaj wybierana w wyborach powszechnych na 4-letnią kadencję rada sołecka, na czele której stoi sołtys, jako jednoosobowy organ władzy wykonawczej. Obecnie funkcję tę pełni Piotr Urban. Koordynatorem samorządowym jest Leszek Sajdak.
Mieszkańcy wsi wybierają do Rady Gminy dwóch radnych co 4 lata, tworząc wspólny okręg wyborczy z Korytowem, Mikowicami, Roszycami, Ruszowicami, Piszkowicami, Kamieńcem, Bierkowicami, Gorzuchowem, Święckiem i Łączną.

## Infrastruktura

### Transport
Przez Gołogłowy przechodzi ruchliwa droga wojewódzka nr 381 z Kłodzka do Wałbrzycha oraz linia kolejowa nr 286 z Kłodzka Głównego do Wałbrzycha Głównego, chociaż w samej wsi nie istnieje przystanek kolejowy, co wynika z tego, iż miejscowość jest położona zbyt blisko Kłodzka. Komunikację autobusową na obszarze osady obsługuje PKS Kłodzko. We wsi znajduje się przystanek autobusowy.

### Bezpieczeństwo
W zakresie ochrony przeciwpożarowej oraz innych miejscowych zagrożeń – Gołogłowy podlegają pod rejon działania Powiatowej Straży Pożarnej oraz Komendzie Powiatowej Policji w Kłodzku.

## Gospodarka
Gołogłowy są wsią rolniczą, jednak ze względu na sąsiedztwo Kłodzka funkcja ta nie jest jednoznacznie wykształcona. W 1978 r. znajdowały się tutaj 63 gospodarstwa rolne, a wyłącznie z pracy w rolnictwie utrzymywało się ok. 30% ludności czynnej zawodowo. Tutejsze gospodarstwa rolne są w większości drobne, a większość mieszkańców pracuje w innych miejscowościach, głównie w Kłodzku i Nowej Rudzie.